# Steffen Dietzsch

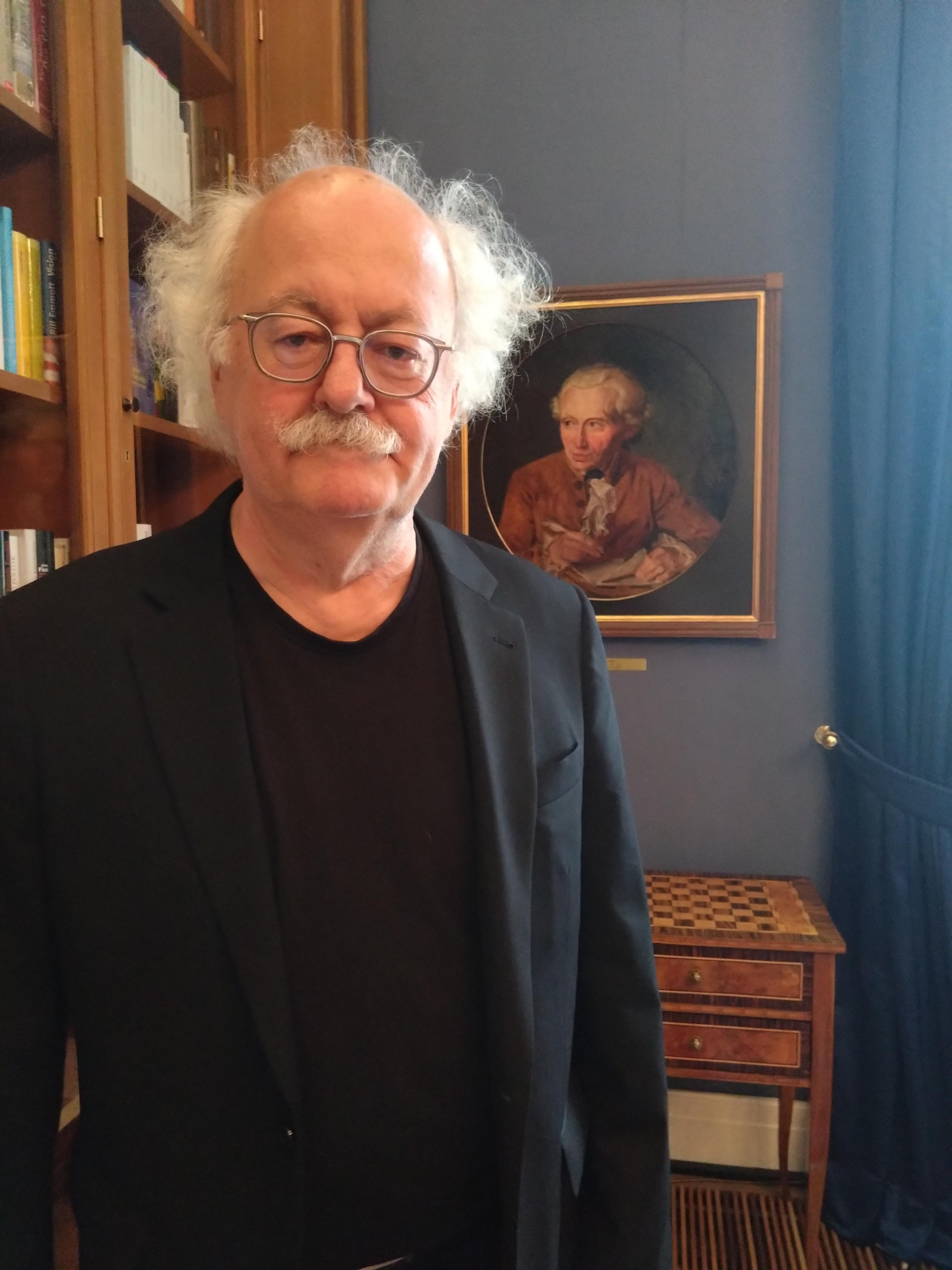
Steffen Dietzsch 2024

Steffen Dietzsch (* 21. August 1943 in Chemnitz, Sachsen) ist ein deutscher Philosophiehistoriker und Essayist. Er lehrte Philosophie an der Humboldt-Universität Berlin und an der Universität Leipzig und ist seit 2006 geschäftsführender Direktor des Kondylis-Instituts für Kulturanalyse und Alterationsforschung an der Fernuniversität in Hagen.

## Leben
Nach Studium der Philosophie an der Universität Leipzig (1965–1973) war er wissenschaftlicher Mitarbeiter am Zentralinstitut für Philosophie der Berliner Akademie der Wissenschaften, im Bereich Philosophische Editionen, und dann zwischen 1983 und 1990 deren Leiter. Im Herbst 1989 wurde Dietzsch zum Professor an der Akademie ernannt. Von 1991 bis 1993 war er Mitarbeiter am DFG-Projekt „Kants Amtstätigkeit“ der Philipps-Universität Marburg. Von 1993 bis 1998 war Dietzsch Professor für Philosophie am Lehrstuhl für Praktische Philosophie (Kurt Röttgers) des Instituts für Philosophie der FernUniversität Hagen, danach bis 2002 Mitarbeit am DFG-Projekt „Philosophie und Philosophische Fakultät zu Königsberg 1770–1870“ am Lehrstuhl für Praktische Philosophie (Volker Gerhardt) der Humboldt-Universität zu Berlin. Im Herbstsemester 2001/2002 wurde Steffen Dietzsch erster Fellow-in-Residence des Kolleg Friedrich Nietzsche zu Weimar sowie aus Anlass der zehnjährigen Gründung des Nietzsche-Kollegs Jubiläumsfellow im Herbst 2009. Im Jahre 2010 organisierte er zusammen mit Lorenz Grimoni die Ausstellung „Kant der Europäer“ am Museum Stadt Königsberg in Duisburg. Dort erhielt er im Oktober 2022 die Königsberger Bürgermedaille.
Dietzsch arbeitet insbesondere zu Kant und zum Deutschen Idealismus, zur Frühromantik und modernen Kulturphilosophie. Sein philosophisches Interesse umfasst insbesondere:
1. die Geltung des Transzendentalprinzips und seine kulturgeschichtliche Wirkung in die Moderne,
2. die philosophische Christologie, die sich mit Beginn des Deutschen Idealismus bis hin zu Nietzsche entfalte,
3. die Ideengeschichte des europäischen Gedankens.[3]

## Veröffentlichungen
- Dimensionen der Transzendentalphilosophie, Akademie Verlag Berlin 1990 [jap. Tokyo 2013]
- Fort Denken mit Kant, Verlag Blaue Eule Essen 1996
- Kleine Kulturgeschichte der Lüge, Verlag Reclam Leipzig 1998 [poln. Warszawa 2000]
- Nietzsche im Exil, Verlag Böhlaus Nachf. Weimar 2001 (mit Rüdiger Schmidt)
- Wider das Schwere, Parerga Verlag Berlin 2002
- Das Irrationale denken, Universitätsverlag Leipzig 2003 (mit Carlos Marroquin)
- Immanuel Kant. Eine Biographie, Verlag Reclam Leipzig 2003 [poln. Warszawa 2005]
- Vernunft und Glauben. Festschrift f. Xavier Tilliette, Akademie Verlag Berlin 2006 (mit Gian Franco Frigo)
- Paul Mersmann. Diffusion der Moderne, Manutius Verlag Heidelberg 2008 (mit Renate Solbach)
- Kant der Europäer. Europäer über Kant, Husum Verlag 2010 (mit Lorenz Grimoni)
- Achim v. Arnim und sein Kreis, de Gruyter Verlag Berlin /N.Y. 2010 (mit Ariane Ludwig)
- Wandel der Welt. Gedankenexperimente, Manutius Verlag Heidelberg 2010
- 1940 — счастливый год Сталина [1940 - Stalins glückliches Jahr].  Verlag Russ. Polit. Enzyklopädie, Moskau 2011 (mit Wladislaw Hedeler).
- Transzendentalphilosophie und die Kultur der Gegenwart, Universitätsverlag Leipzig 2012 (mit Udo Tietz)
- Nietzsches Perspektiven. Denken und Dichten in der Moderne, de Gruyter Berlin/Boston 2014 (mit Claudia Terne)
- Denkfreiheit. Über Deutsche und von Deutschem, Universitätsverlag Leipzig 2016